# Левобережный (Омская область)
Левобережный — разъезд (населенный пункт) в Омском районе Омской области России. Входит в состав Богословского сельского поселения. Население 183 чел. (2013) .

## История
В соответствии с Законом Омской области от 30 июля 2004 года № 548-ОЗ «О границах и статусе муниципальных образований Омской области» разъезд вошёл в состав образованного муниципального образования «Богословское сельское поселение».

## География
Левобережный находится на юге центральной части региона, фактически находясь на территории Омска.
Абсолютная высота — 103 м над уровнем моря.

## Население
| 2006 | 2010 | 2013 |
| ---- | ---- | ---- |
| 169  | ↗170 | ↗183 |

Гендерный состав
По данным Всероссийской переписи населения 2010 года в гендерной структуре населения из 170 человек мужчин — 76, женщин — 94	(44,7 и 55,3 % соответственно)
Национальный состав
Согласно результатам переписи 2002 года, в национальной структуре населения русские составляли 87 % от общей численности населения в 148 чел..

## Инфраструктура
железнодорожный разъезд Левобережный.
Путевое хозяйство.

## Транспорт
Просёлочные дороги. Автомобильный и железнодорожный транспорт.